# ひょっこりひょうたん島
『ひょっこりひょうたん島』（ひょっこりひょうたんじま）は、NHK総合テレビジョンで放送された人形劇である。

## 概要
個性豊かなキャラクターたちがミュージカル形式で数々の笑いと風刺、冒険の物語を繰り広げる。

### 製作秘話

#### オリジナル版
- 原作者の一人である井上ひさしは、2000年9月の山形県川西町・遅筆堂文庫生活者大学校「ひょっこりひょうたん島」講座の講演会に於いて、島の食糧問題を問われた際「こんな話もありかもしれませんね」と「冗談的」に以下の2点を述べた[2][3]。
  - 井上ともう一人の原作者である山元護久および担当ディレクターの3人が、いずれも家庭の事情により両親に頼ることのできない子供時代を送ったことから、子供たちの「親」を登場させなかった。
  - 物語の場において発生しうる食糧危機という現実的な問題を回避し、親や大人と隔絶した状況で子供たちが持つ明るさを描くユートピアとするため、登場人物をすべて「死んだ子どもたち」として物語を作っており、サンデー先生と5人の子供たちは最初にひょうたん島に遠足に行った時点で火山の噴火に巻き込まれて死んだ設定になっている。劇中に「御詠歌」や「四国霊場物語」（四国八十八箇所）が登場するのも、「死者の物語」の設定ゆえである。

当然オリジナル版製作当時にそのような設定は存在せず(実際、劇中に於いて登場人物が病気になったり死ぬこともあった)、当時のディレクターやスタッフも認知していなかった。しかし、上記が制作当時から秘密にしていたエピソードとして誤って報じられ、その意外性から広く流布するに至っている。
- 井上ひさしは『ひょっこりひょうたん島』の着想を、北杜夫の童話『船乗りクプクプの冒険』から得たことを、角川文庫版『船乗りクプクプの冒険』の解説で述べている。
- ひょうたん島のモデルは東京都伊豆諸島八丈島、瀬戸内海の広島県尾道市と愛媛県今治市にまたがる瓢箪島[5][6][7][8]、岩手県大槌町沖の蓬莱(ほうらい)島[9]、グアム島のオンワードホテル前にある無人島のアルパット島、山形県川西町上小松にある天神森古墳などと言われている。
- ガバチョがトラヒゲを「トラどん」と呼んでいたのはガバチョ役の藤村有弘がアドリブで言ったところ、スタッフに受けたため定着した。また、ガバチョのつぶやき声「ブフ・ブハ」も誤植に由来するとのことである[注釈 1]。藤村は、元々台本をよく読まないまま収録に臨み、途中で話を読み間違え、アドリブで何とか話の辻褄を合わせることがよくあったという。他にも声優のアドリブが徐々にセリフに反映されていった。ガバチョの笑い方が「ハタハッハ」になったのも、「ハッハッハ」が「ハタハッハ」と誤植されているのを藤村がそのまま読んだためである。また、ダンディをダアさんと呼んだりするのも藤村によるアドリブ。
- 第1035回「郵便泥棒」（ポストリアシリーズ、1968年6月3日）の郵便局員がネコババをするストーリーが、NHKの監督官庁である郵政省の逆鱗に触れて番組終了の原因になったと言われている[10][注釈 2]。ポストリアシリーズは第1074回（1968年7月26日）で放送中断、グッバイジョウシリーズの再放送を実施した後、ポストリアシリーズ後編とガン・マンシリーズ、完結編を放送して1968年度末である1969年4月4日で放送を終了した。

#### リメイク版
- 元々オリジナル版で使用された人形は損傷が激しく、番組終了後破棄されたが、NHKの倉庫で予備の人形が発見され、リメイクの企画が持ち上がった。オリジナル版の映像やシナリオは大部分が失われていたが（台本は4分の1が散逸、映像は後述通り8話分のみ現存）、オリジナル版の視聴者である伊藤悟が書きとめたセリフやセットなどのデータを基に復活することができた。伊藤が記録していた「ライオン王国シリーズ」の3週目[注釈 3]からガンマンシリーズ〜エンディング（最終回）は、NHKにも映像の保存がほとんどないものばかりであった[注釈 4]。
- 内容が大幅に編集・縮小され1回の放送時間も30分になった。
- 作曲の宇野誠一郎は「過去をひきずるのはよくないだろう」と、オリジナル終了後に楽譜を全部捨ててしまったが、リメイクのサントラはファンクラブの会員が持っていた楽譜コピーと新たな書き起こしによる（捨ててしまう前に宇野の許諾で手持ちの楽譜のコピーをしていた、1983年にひょうたん島復活を目指し活動していた井上豊の弁[要出典]）。
- オープニングなどはアニメーターの久里が個人的に保存していたフィルムを利用した。だがリメイク版は一部背景の色や、建物の色、空の色などが変わっており、オープニングに出てくる魚の色も変更されている。ただし1997年におきたポケモンショックの影響により、一部の映像が、修正されている。(人間レコード以外はポケモンショックより前である)
- またオープニングの別バージョン（番組製作に先駆けて作られたものときわめて初期に使われたバージョン、後者は映像と音源が不一致な状態）はDVD「ドクターストップ／人間レコードの巻」に収録された。
- 声優はオリジナル版のキャストが再集結して新たに台詞を録音しているが、製作時すでに故人となっていたり役者のスケジュールの都合などで一部の配役が変更されている。特に最も難航したのはガバチョ役（オリジナル版の声優であった藤村が当時既に亡くなっていたため）で、笑福亭鶴瓶にもオファーがあったという（演出の雪の1993年頃の証言による）。

## 基礎情報
- 放送局：NHK総合テレビジョン
- 放送期間：1964年4月6日 - 1969年4月4日
- 放送時間：月曜 - 金曜 17:45-18:00
- 放送回数：1263回（通常放送1224回、スペシャル2回、短編2回、特別編10回、再放送25回）[注釈 5]
- カラー放送[1]

## ストーリー

### オープニング
サンデー先生と5人の子供たち（チャッピ、ダンプ、プリン、博士、テケ）がひょうたん島に遠足にやってくる。するとひょうたん火山が噴火し、急いで避難しようとするが、あと少しのところで橋が壊れ、ひょうたん島が漂流を始める。途方に暮れる6人の頭上に囚人護送用飛行機からシカゴギャングの「マシンガン・ダンディ」が落下。ダンディが島の食べ物を独占しようとしてサンデー先生と言い争いになる。そのさなか、ベランダが壊れ落ちかけたサンデー先生をダンディが助け、仲直り。大量の盗品をいかだに積んだ海賊、トラヒゲがひょうたん島に漂着する。トラヒゲは食べ物を調達しようとするが、「島の食べ物は少ないから」とダンディが拒否、トラヒゲとダンディの決闘となりトラヒゲが敗れる。トラヒゲのテレビでどこかの国の大統領「ドン・ガバチョ」の記者会見を見ていると、ドン・ガバチョがテレビから「こぼれ落ちて」ひょうたん島に登場。トラヒゲ倉庫にあった金庫を博士が開けてしまい、その金庫に子供たちが入り、閉じ込められてしまう。サンデー先生は金庫を開けるためダンディに助けを求める。ダンディは正体がばれるのを恐れてためらうが、意を決して金庫を開ける。すると子供5人の他に、5年前から金庫に閉じ込められていた医者、ムマモメムが出てきた。

### ライオン王国シリーズ
ひょうたん島最初の敵は、ライオンを国王にした南洋の国。一見、未開の原住民に見えるが、実は非常に物質文明の発達したタムレ族の住む国にひょうたん島が流れ着き、サンデー先生がタムレ族にさらわれて、島民がサンデー先生を助けようとして、島民とタムレ族で裁判をおこす。そのうちに人食い花デンドロパクパクがあらわれ島民と酋長が決死隊をつくりデンドロパクパクにプラモデルを食べさせ一件落着。ライオン王国はタムレ共和国になり、酋長は造花のセールスマン、ライオンはサーカス修行でひょうたん島とともに漂流をする。

### ブルドキアシリーズ
トラヒゲがトラヒゲデパートを開店したり、子どもたちがキッドの館を見つけたりしているうちに、ひょうたん島は大昔から自分たちを鎖に繋いで奴隷にしてきた人間たちに復讐するという、文化の進んだ犬たちの住む国ブルドキアに漂着。ひょうたん島の島民は捕まってしまい犬にこき使われているポチや老人から人間だと知られると犬たちに殺されることを知ってしまう。犬への攻撃も失敗し、島民たちは人間だとバレそうなときハカセの提案で自分たちはウマザルだと言い犬たちをだます。そして、プードルにウマザルとしてサーカスに出されているすきにノミをばらまき犬と戦う。最終的にダンディがピッツとの一騎打ちでピッツが負けてしまい、ブルドキアは犬と人間が仲良く暮らす平和な国に。酋長はタムレの大統領になったコンチキのお迎えでタムレに帰る。

### 海賊シリーズ
キャプテン・キッドの宝を探しに4人の名うての海賊たちがひょうたん島に上陸する。宝の隠し場所を示す暗号の歌をもとに、博士を中心とするひょうたん島住人たちと海賊が宝の発見を巡って丁々発止の戦い。キッドの宝は、実はキッドの一人息子・リトルキッドだった。海賊たちはひょうたん島の住人になる。

### 魔女リカシリーズ
子どもたちが結成したロケット団。(オリジナル版では海賊シリーズで結成。)リトルキッドはロケット団に入団したくて、子どもたちは入団試験を受けさせる。それは、真夜中に墓地へやってきて[魔女の岩]を3回まわってネコの死体を持ってくるというもの。リトルキッドはみごとにこなす。すると魔女リカが島にやってくる。島民は魔女リカを追い払うが、魔女リカはトラヒゲにこき使われている海賊たちと手をくみ、ひょうたん島を[懐かしい昔]にもどそうとする。島をサマーマシンで熱くしたりウィンターマシンで寒くしてトラヒゲを破産させたりする。しかしリトルキッドがトランプで遊んでいるとトランプのエースが1枚多いことを発見。破り捨てようとすると魔女リカが苦しむ。トランプのエースは魔女リカがトランプに抜き出していたハート(心臓)だった。魔女リカはこりて逃げていく。

### マジョリタンシリーズ
魔女リカの出身地でもあったグレート・マジョリタンで、3人の恐るべき魔女がひょうたん島住人たちを待ち受ける。国王と王子はそれぞれワニと怪物に姿を変えられていたがひょうたん島住人の活躍で魔女たちは滅亡、国王たちは元に戻る。プリンは王子と結婚して当地に残り、レギュラーから外れる。

### 南ドコニカシリーズ
アンカ山の秘宝（打出の小槌）を巡って、ひょうたん島とゼロが騒動を起こす。

### ランニングホーマー一族シリーズ
世界一の富豪C・S・ランニングホーマーとその娘のマリー、親戚で名門イギリス貴族のドビン・ポット夫人がひょうたん島に来てドビン・ポット夫人と海賊ガラクータは先祖の遺恨を巡って一触即発の危機。以後、マリーがレギュラーに加わる。

### アンコロピン王国シリーズ
ボスケ王、デビソン提督、タイ焼き職人ムッツリーニたちは20世紀初頭にカラコロリン島にあった国をクジラに飲まれ、潜水艦[ボスケ丸]でさまよっているうち、ひょうたん島に上陸。王国を再建させようと海賊4人を家来にして、ひょうたん島の中身をタイ焼きのあんこのようにくり抜いて第2のひょうたん島を浮上。島民も負けじと雲をモチで固め、そのうえから皮のひょうたん島を第2のひょうたん島にのっける。ボスケ王たちもあきらめず、島の中を海賊に掘らせてひょうたん島に地下王国をつくる。結局、同情した島民たちはタコをいじめて(カメがこなかったから)ガバチョがタコをたすけて浦島太郎のように竜宮城へ行き、電気クラゲをたおして竜宮城に土地をもらった。

### サーカス団シリーズ
アフリカのチーターに島民を売りつけて、かわりに孤児のチーターをもらいサーカスをやろうとするウーステッド・ギャバジン団長と赤鼻のクラウン・リラックスが上陸。

### クレタモラッタ島シリーズ
ひょうたん島住民が出会った変な神様たち。地球最後の日という難題に、博士最大の苦戦。

### グッバイジョウシリーズ
天才泥棒・グッバイジョウとひょうたん島民との関わり合い。

### アル・カジル王国シリーズ
砂漠の国で、アルカジル王が12時に寝ないと、王はラクダ、国民は魚に変えられる呪いを受けていた（先祖のアルカジル一世が夜更かしをしすぎたのが原因）。なおリメイク版では「アラビアンナイト」と改名され、マリーのパートはプリンになり、家来の隊長はオッサンに変更、ハッサンは未登場となる。

### ウクレレマン・ダンシリーズ
「あくま島」に乗ってやって来た、人工卵を産むロボットニワトリを作り、ニワトリの解放を狙うデ・ペソと、人工卵を独占販売しようと企むウクレレマン・ダン一味との戦い。

### カンカン王国シリーズ
このシリーズでマリーが父に代わり仕事をするため、レギュラーを降板する。

### ポストリアシリーズ
国民全員が郵便局員の発展途上国「ポストリア」。

### ガンマンシリーズ
ひょうたん島最後の敵は、マーガレット率いるガンマンたち。最後に対決する舞台は月。

### エンディング
ゴールド岬島で手に入れた金を盗んで島を去ろうしたトラヒゲは裁判にかけられる。執行猶予の判決が下るが、直後に再び金を盗もうとしてガバチョが激怒、金を国連に寄付してしまう。国連は「金の報酬として国連加盟を認める。ただし、ダンディを国際警察に引き渡すことが条件」と言ってくる。ダンディは自分にあこがれ守ろうとする子供たちを見て、将来ギャングになられては困ると、かっこ悪く死ぬことを選ぶ。ガバチョに見苦しく暴れまわる自分を撃ってくれと頼むが、ガバチョは撃てない。代わりにトラヒゲがダンディを刺してしまう。ガバチョが真相を島民に話し、瀕死のダンディを助けようとトラヒゲの血液を輸血し一命をとりとめる。そして国民投票の結果、国連に入らないことを決定。ひょうたん島はダンディとともに漂流を続けるのだった。
なお、最終回では本物の火を用いたり、須田輪太郎、片岡昌、藤村有弘本人が人形に混じって出演、ラストの第2テーマでは過去に出演したキャラの人形も登場させるなど、型破りな演出で物語に幕を下ろした。

## 登場人物
特記する人物以外はオリジナル版・リメイク版共に出演。声の出演は所属事務所別ではオリジナル版を中心に、テアトル・エコー所属者が多く参加している。

### 主要キャラクター
ドン・ガバチョ
声 - オリジナル版：藤村有弘、リメイク版：名古屋章、プレマップ版 : 栗田貫一
トラヒゲが持ってきたテレビからこぼれ落ちてきた政治家。イギリカ国のドンドン市出身でひょうたん島の初代大統領となる。大変なお喋り好きで、事あるごとに演説を行うため周囲からは煙たがられ、また名誉欲に駆られることも多い。しかし責任感は強く、アルカジル王国で王の怒りを買ってしまった子供達に代わり自分が死刑になると名乗り出たことがあった。また、57ヵ国語を話せるという博識な面もある。
サンデー先生
声 - 楠トシエ
子供たちの世話をする美人教師。情にもろく、いつも子供たちのことを心配しているため、やや教育熱心すぎるところも。反面男勝りなところもあり、薙刀は五段の腕前で怒ると手が付けられない。ダンディのことを「ダンデーさん」と呼んでおり、彼に恋心を抱いている。好物はきんぴらごぼう。
トラヒゲ
声 - 熊倉一雄
ひょうたん島にイカダで流れ着いた片目の海賊。膨大な物品（盗品）を所持しており、それを元手にトラヒゲデパートを経営している。がめつい性格で猛烈なケチンボ。しかしいざとなると人の良さや情のもろさが出て、なかなか金儲けはできない。海賊なのだが、海賊小学校を放校されたり、海賊友の会の会費を20年分滞納していたため除名されたりしている。サンデー先生に好意を持っているようだが、いつも空周りしている。最初期は自分の食料がこれ以上食べられるのが嫌だということでガバチョを嫌っていたが、後にコンビとなり、ガバチョからは「とらドン」と呼ばれている。また、ガバチョに代わって二回大統領に就任したことがある（一回目はクレタモラッタシリーズ、二回目はウクレレマン・ダンシリーズにて）。
マシンガン・ダンディ
声 - 小林恭治
シカゴギャング出身。マシンガンから大砲、果ては水鉄砲まであらゆる飛び道具を使いこなし、剣術においてもガラクータと互角に渡り合える腕を持つ。口笛も得意。飛行機で護送される最中に脱出して傘でひょうたん島に降り立ち、そのまま住民に。上述の通り元ギャングであり、そのことを隠すため付け髭をつけていた。容貌・行動共にニヒルでクールだが情に厚い面もあり、トラヒゲの大金庫に閉じ込められた子供達（それとムマモメム）を助けるために付け髭を外し正体を明かす。後にひょうたん島の保安官になる。常にサングラスをかけている。島の中央部の丘の上で、ハンモックで昼寝をするのが楽しみ。リメイク版のアラビアンナイトの巻では、蚊がうるさかったということでピストルを撃つという物騒な面もあり。
ライオン
声 - 滝口順平
ライオン王国の王様だったがその生活に退屈し、ひょうたん島の住民になった人畜無害のライオン。サーカス入団希望。気が弱く、ネズミや怖いものが苦手。博士と気が合い、行動を共にすることも多い。
ムマモメム
声 - オリジナル版：はせさん治、リメイク版：槐柳二
トラヒゲが持ってきた大金庫に閉じ込められていた医師。金庫にいた間は栄養剤を注射して生き延びていたのこと。医者としての腕は確かなのだが、「戦争してくれれば患者が増える」など不謹慎な発言も目立つ。笑い方は「ヘラヘッヘ」。次第に出番が少なくなり、中盤で何の説明もなく姿を消してしまう（スタッフ達により「面白くないから消そう」ということで、説明なしにいきなり消された）。リメイク版では「アラビアンナイトの巻」の冒頭で博士に「島を去った」と説明されたが、詳細は語られなかった。
博士
声 - 中山千夏
垂れ目の眼鏡をかけた、細面の超天才少年。百科事典をすべて暗記しており、通信簿は5段階評価でオール6、テストは1600回連続満点の記録を達成。知識が豊富なばかりでなく、工学的応用力にも天才ぶりを発揮しており、ひょうたん島灯台を改造したロケットでガバチョを月面に送り込み、誤差10mという驚異的な精度で島に生還させたこともある（誤差の原因は、破損したロケットの窓を修復するために、月面でウサギが搗いていた餅をもらい、大量に持ち帰ったことにより重量が増えたため）。基本的に本作は彼の視点で描かれている。頼りない大人たちの中でひょうたん島の実質的なリーダーであり、ライオン君を相談役兼助手として、ゴム動力戦車や足こぎ潜水艦などを開発し、子供たちを指揮して、ひょうたん島の幾多の危機を救っている。リメイク版第1回で最初に登場したキャラクターは彼である。
ダンプ
声 - 伊藤牧子
がっしりした体格の活発な少年。かなりの力持ちで、水泳やダンプカーの運転が得意だったりとスポーツ万能だが、勉強は苦手。「雲隠れのダンプ」を名乗り忍者の技を見せるなど意外な活躍をする。
テケ
声 - 増山江威子
ピーナッツの殻のような形の顔をした少年。細身の体型とは裏腹に無類の食いしん坊だが、食べるだけでなく料理を作る事も得意としている。
チャッピ
声 - 江美京子
三角おむすび型の顔の少女。かなり男勝りでおてんばな性格。サンデー先生のような教師になるのが夢らしいが、その夢はコロコロ変わる。劇中に「くたばれ男の子」という歌でその心情を吐露した。
プリン
声 - 堀絢子
おとなしいお嬢様タイプの美少女。優しく、看護婦になるのが夢で、ムマモメムの助手をしたこともある。オリジナル版では、マジョリタンのワニ王子と結婚してレギュラーを降板した。リメイク版では結婚や島を去ることには触れられず、時系列的にはそれ以降に当たるシリーズにも登場している。
リトル・キッド（1964年11月から）
声 - 藤田淑子
キャプテン・キッドの宝の中から出てきた男の子。大変ないたずら好きでわがままだが、ウクレレマン・ダンの策略で大統領になった際は、彼を傀儡にしてひょうたん島の実権を握ろうとしたダンの思惑に反して子供たちを様々な役職に任命して権力を分散させ、島民からの訴えにも即座に対処するなど、本質的には善人。トラヒゲや4人の海賊達からは「キッド坊ちゃま」と呼ばれる。レギュラーに入ったのは、オリジナル版は「魔女リカシリーズ」とリメイク版は「アラビアンナイトの巻」。
マリー（1965年12月から1968年5月まで、1968年12月放映の『キャプテン・キッドの休日』に出演）
声 - 松島トモ子
本名はマリー・キャッチャーネット・ランニングホーマー。センターバック・スコアボード・ランニングホーマーの娘。ひょうたん島にそっくりな移動島「とうがん島」に乗ってスイスの学校に行かされる途中、ひょうたん島に衝突。金持ちの生活が嫌いなマリーはひょうたん島の島民になりたいと頼む。ポストリアシリーズの初めに「仕事が嫌になった父に代わり社長を務める」までレギュラーとなる。リメイク版には登場せず、彼女の出番はすべてプリンに置き換えられている。

### ライオン王国シリーズより登場
- しゅう長（玉川良一）
タムレ族のリーダー。威張っているが、実はさびしがりや。民主化されたタムレの第1回大統領選に敗れブルドキアシリーズまで島とともに同行するが、望郷の念にかられ帰国。一時、トラヒゲと義兄弟（トラヒゲが兄）になった。ポストリアシリーズではドビン・ポットの歌の中に名前が登場し、ランニングホーマーやドビン・ポットが困窮していた際に出会ってサツマイモを恵んでくれたと語られている。
- コンチキ（4代目 三遊亭小圓馬）
ライオン王国、国立気象観測所・探知機主任からタムレ共和国初代大統領になった。
- コック長（坂本新兵）
- その他 三十人会

### ブルドキアシリーズより登場
- ブル元帥（田中明夫→武田国久→宮本昭太）
血筋もよく学歴もある、ブルドキアの最高司令官。しかし、どこか抜けており失敗の連続。
- ピッツ長官（山崎唯）
平然とガバチョを人喰いライオンに食べさせようとしたりする、血も涙もない犬。ダンディとのゴーストタウンの決闘に敗れ、倒された独裁者。
- ダックス刑事（佐山俊二→雨森雅司）
長屋に住み男手ひとつで7人の子供を育てながら、ピッツにこきつかわれる刑事。
- チワワ教授（三田松五郎）
「人間はおとぎ話に出てくるだけの動物か、それとも実際にいるか」をテーマに研究している。ひょうたん島民を実験材料にする。
- プードル（小海智子）
テレビで「ハロー・プードル」というレギュラーをもつリッチなスター。歌もうまく、店も経営している。ひょうたん島民をもらいうけ、サーカスを作る。
- ノラ（和久井節緒）
「ブルドキア新聞」の腕利きの記者。ひょうたん島民は人間であるという特ダネをつかむが公表すると殺されてしまう島民に同情し、島民に協力しようとしてピッツに射殺される。
- コッカ・スパニオル（久里千春）
チワワ教授の秘書。ノラの恋人。
- サポ（八奈見乗児）
のんびりした図書館員。
- ポチ（油谷佐和子）
ブルドキアの生き残りの人間。ひょうたん島民とともに、犬と戦おうとする。
- 老人（三國一朗）
ブルドキアの生き残りの人間。あくまで人間であることを隠し通そうとする。
- ノミ（石井住子）

### 海賊シリーズより登場
- 郵便屋（オリジナル版：斎藤隆、リメイク版：沼田爆）
4人の海賊がひょうたん島に上陸することを知らせる手紙をひょうたん島に持ってきた郵便配達人。ひょうたん島を10年間探し続け、やっと見つけ手紙を100円札と引き換えに（手紙には切手が貼られていなかったから）ガバチョに渡した。
- ガラクータ（オリジナル版：黒沢良(第136・137回)→若山弦蔵(第138回～)、リメイク版：若山弦蔵）
誕生日は1月1日。元イギリス貴族の海賊。海賊友の会の理事。上品な言葉づかいだが怒ると怖く、右腕の義手（リメイク版では左腕に）にはマシンガンが仕組まれている。
- トウヘンボク（オリジナル版、リメイク版：柳沢真一、オリジナル版代役：坂本新兵）
誕生日は1月1日。元中国馬賊の海賊。海賊友の会の補欠理事。武器は青竜刀。「ラーメンの一つ覚え」で三度の食事はみんなラーメン。海賊学校で子供達にヴァイキングについて教えようとするも、逆に博士に教えられる。
- ヤッホー（オリジナル版：谷幹一、代役：雨森雅司、リメイク版：川久保潔）
誕生日は1月1日。元山賊の海賊。海賊友の会の補欠理事。元山賊のため、海には弱く船酔いをする。
- ドタバータ（オリジナル版：千葉信男、リメイク版：鶴田忍）
誕生日は1月1日。元人足の海賊。海賊友の会の補欠理事。力は強いが頭は弱く、自分が何を言っているかわからなくなる時もある。先祖は大井川の人足。
- 国際警察元長官（オリジナル版：前沢迪雄→島田邨、リメイク版：大塚周夫）
4海賊を捕まえにやって来たが、既に定年退職後で、宝目当てだった。その後も何らかの役で登場する。
- ホウスケ（オリジナル版：仲村秀生、リメイク版：安原義人〈歌：仲村秀生〉→江原正士）
アホウドリの王様。自称は「アホウのホウスケ33世」。
- ホウザエモン（オリジナル版：安田隆久、リメイク版：安西正弘）
ホウスケの従者。
- コーラス（ボーカル・ショップ）
海賊4人衆が合唱する際の吹き替えを担当。

### 魔女リカシリーズより登場
- 魔女リカ（松岡圭子）
キッド坊やが魔女の岩を3回回ったことでやって来た。飛行手段は掃除機であったり、「魔法の計算機」と呼ばれるもので魔法を使うなど、現代的な魔女。ガラクータ達と結託してひょうたん島の人々を魔法で苦しめる。始祖鳥に変身出来る。自分の美しさに絶対の自信を持っており、自分より美しいサンデー先生を激しく憎む。
ランニングホーマー一族シリーズで改心して再登場、クレタモラッタ島シリーズで神々に恐れをなして逃走するまで、島民として活躍。改心したことでキャラクター表記が「魔女リカ」から「マジョリカ」に変更された。
- アルセーヌ・クッペパン（日恵野晃→一龍齋貞鳳）

### マジョリタンシリーズより登場
- パトラ（オリジナル版：鈴木光枝、リメイク版：今井和子、人間レコードの巻：田中真弓）
グレート・マジョリタンの魔女。ピエロのような姿をしている。他の二人は掃除機を使って空を飛ぶが機械物は苦手で彼女だけはホウキを使う。彼女たちの心臓はトランプのカード（ハート。魔女リカも同様）であり、死ぬと蛙になってしまう。
- ペラ（オリジナル版、人間レコードの巻：黒柳徹子、リメイク版：戸川京子）
グレート・マジョリタンの魔女。蜂のような姿をしており、ペラペラとしゃべるためパトラにいつも叱られている。
- ルナ（久里千春）
グレート・マジョリタンの魔女。普段はマイペースな美少女だが、能の般若面のような怖い顔になることがある。
- バック・ミラー（オリジナル版：田畑明彦、リメイク版：神谷明）
- ワニ→王子（オリジナル版：野本礼三、リメイク版：八代駿）
マジョリタンの城の中庭の池にいる喋るワニ。魔女たちの部下で、彼女たちにこき使われていた。正体は王子。
- 怪物→国王（オリジナル版：筈見純〈怪物〉→大宮悌二〈国王〉、リメイク版：梶哲也）
巨大な顔の赤いゴリラを思わせる怪物。普段は檻に入れられ、魔女達への反逆者等に襲い掛かるよう仕向けられていた。正体はマジョリタン国の王。怪物時は王子と違い「ウガー」等と唸る事しか出来ない。
- アルセーヌ・クッペパン（オリジナル版：一龍齋貞鳳、リメイク版：野沢那智）
魔女リカシリーズで島を追い出されたクッペパンと4海賊が手を組み、ひょうたん島に再上陸。魔女3人（パトラ・ペラ・ルナ）にひょうたん島を売り渡す。リメイク版では『ルパン三世』の声で知られる山田康雄にオファーしたが、丁重に断られたという。

### 南ドコニカシリーズより登場
- マンボウ（相模武）
- トンカチーフ（青島幸男）
ハリウッドの売れない脚本家。いい台本を送っても会社の方針が変わって不採用となる。どんな事件の最中でも、ギャグやストーリーをタイプでメモする。
- ミスター・ゼロ（坊屋三郎）
全世界召使連盟会長。ネズミの国を作ろうと、アンカの宝探しを企む。著書に『楽しいハウスキーピング』、『ガラス窓の楽しい拭き方』がある。

### ランニングホーマー一族シリーズより登場
- センターバック・スコアボード・ランニングホーマー（桑山正一）
マリーの父。野球選手希望だったが、ボールの当たった所から石油が噴き出して大富豪に。石油が止まって破産しても島で温泉を見つけ、帰った後に劇団を作って大当たりするも、興行主に金を持ち逃げされ、その後は金を掘り当てるという、幸運と不運を繰り返す男。しかし、それが原因でノイローゼになり、マリーが島を去るきっかけになった。
- ドビン・ポット（新道乃里子）
C・S・ランニングホーマーの叔母。成金ではない正真正銘の貴族。

### アンコロピン王国シリーズより登場
- ボスケ王（左とん平）
アンコロピン王国の国王。
- デビソン提督（矢島正明）
国王の家臣。
- ムッツリーニ（相模武）
アンコロピンただ1人の国民。鯛焼きの職人。
- 雷門ゴロ助（大山のぶ代）

### サーカス団シリーズより登場
- ウーステッド・ギャバジン団長（加藤武）
ひょうたん島民をサーカス団員にさせようとするが、実は島民をチーターに売り渡し、引き替えに猛獣の子供をもらってサーカス団を結成しようとしていた。最後は4海賊の変装したトドダドに襲われて逃げる。
- 赤鼻のクラウン・リラックス（山崎唯）
ウーステッド・ギャバジン団長の手下。

### クレタモラッタ島シリーズより登場
- オソレイリヤス（久松保夫）
- メンメリアス（宮地晴子）
- ラッキートーナス（大塚周夫）
- デタラメデス（4代目 柳家小せん）
- メロメロス（雨森雅司）

### グッバイジョウシリーズより登場
- ジョウ（左とん平）
着ている服を盗まれても気付かないほどのテクを持つ泥棒。最後は博士製の「盗みが嫌いになる薬」で更生。
- パット・ロール（2代目 三遊亭歌奴）
ジョウの更生を認めない、国際警察巡査部長。
- シャッキンバード（市村俊幸）
ジョウの盗品で商売をしている月賦屋。

### アル・カジル王国シリーズより登場
- アルカジル王（北村和夫）
アルカジル王国の王。怒ると「首をはねよ!」と言うのが癖。
- ハッサン（三波伸介）
アルカジル王の4家来の隊長。リメイク版「アラビアンナイトの巻」には登場しない。
- ケッサン（上田吉二郎、リメイク版：槐柳二）
4家来の一人で従卒。
- オッサン（晴乃チック、リメイク版：内海賢二）
4家来の一人で床屋。リメイク版「アラビアンナイトの巻」では隊長。
- タクサン（晴乃タック、リメイク版：高松しげお）
4家来の一人で会計士。口癖は「いいじゃなァい」「どったの?」（声を演じたタックのギャグ）。4家来は王からの給料を貯めて世界一周を夢見ていたが、トラ・ガバに「視聴者は世界一周」（費用は自前）と騙されてテレビを買い、金を失って自殺するが、最後は元に。
- シエラザード（里見京子、リメイク版：高見知佳）
アルカジル王国の王女。10年前風邪で死ぬが、最後は博士の力で生き返る。
- 火の玉
竹から出てきた火のお化け。しかしキッド坊やに水が弱いということがバレ、子供達やトラヒゲにこき使われることになる（例：建物の看板の照明等）。最後は逃げ出して、川に投身自殺(?)をし成仏する。火の玉のこの行動が結果的にガバチョ等を意外な形で救うことになる。
- ためきばやしはらつづみえもん（内山森彦、リメイク版：永井一郎）
「お化けの国」の大統領。先祖は「カチカチ山」のタヌキ。人間に復讐せんと様々な陰謀を企てる。最後はガバチョと腹鼓合戦の末、敗北し謝罪。

### ウクレレマン・ダンシリーズより登場
- ウクレレマン・ダン（牧伸二）
3人組のギャング団のボス。実はペーパーバックを読んで教養をつけたゴリラ。キッドを傀儡の大統領に付けるなどの金稼ぎテクを駆使する。最後はネンネの裏切りで爆死、いいことをすべく生き返り、やさしいかおに整形手術の末「新聞事情見学世界漫遊武者修行」に出る。
- ドクトル・デ・ペソ（大森義夫→島宇志夫）
ダンお抱えの科学者で、イモチュセツ農大・家畜学部・ニワトリ学科主任教授。世界のニワトリを解放すべく、ロボットニワトリを作ろうとする。叫ぶ錠前・ダンの自動背中洗い機・ニワトリおびき寄せ機（ガバの「ニワトリこちゃこ〜」の声を改良したもの）などといった発明品がある。
- ネンネ（3代目 江戸家猫八）
ダンの部下。本名：ドタマポンチ・ドコンジョ。ダンディをいたぶるなどやりたい放題だが、最後は母アンナの愛に応え、ダン・アノネと共に卵型爆弾（博士が人工卵を改造して作った）で爆死、そのまま生き返らなかった。
- アノネ（常田富士男）
ダンの部下で、ネンネの弟分。ダンと共に死ぬも生き返り、デ・ペソの部下になる。
- アンナポンチ・ドコンジョ（鈴木光枝）
ドタマ（ネンネ）の母。ドタマは「マンマ」と呼ぶ。家出したドタマとその兄イカレポンチを探していた。窮地にも負けず、ダンにもつっぱった肝っ玉母。
- イカレポンチA（江幡高志）
- イカレポンチB（小林清志）
双方とも、ドコンジョの金目当てに来島したニセモノ。

### カンカン王国シリーズより登場
- カンカン王四四十六世（三波伸介）
- ドン・キホーテ（谷幹一）
- サンチョ・パンサ（関敬六）
- ロシナンテ（増岡弘）
- ガリルレロ（桑山正一）
- ハムレット（新道乃里子）
- トト（前沢迪夫）

### ポストリアシリーズより登場
- 局長（武内文平）
- ハガキ（愛川欽也）
- ポスト（和久井節緒）
- 窓口（向井真理子）
- 志士（柳沢真一）
- パレンチ・コート（若山弦蔵）

### ガン・マンシリーズより登場
- ジューワット・ホープ（鈴木やすし）
後ろ向きに発砲する特技を持つため、背中合わせの決闘では負けたことがない。
- バッファロー・ザ・スローモー（小坂一也）
動きは鈍く、しゃべり方ものろいが凄腕のガンマン。
- マーガレット（メグ）・バッツィドール（楠侑子）
3人組のガンマンのボス。

### ドクター・ストップの巻に登場
- ドクター・ストップ（オリジナル版：堺駿二、リメイク版：小松政夫）
- クリンチ・ホールド（オリジナル版：はせさん治、リメイク版：田辺靖雄）
- ローブロー（オリジナル版：内海賢二、リメイク版：江原正士）
- ゴリラ（オリジナル版：内山森彦、リメイク版：荒川太郎）
- 刑事（リメイク版：安原義人）
- 評論家（リメイク版：永井一郎）

### キャプテン・キッドの休日に登場
- キャプテン・キッド（桑山正一）
- チコ・ウナロン（小野栄一）
- リップ・ダメロン（山崎唯）
- 天使長（矢島正明）

## スタッフ
- 原作：井上ひさし、山元護久
- アニメーション：久里洋二
- 人形劇：ひとみ座
- 人形デザイン：片岡昌
- 音楽：宇野誠一郎
- 演出：雪正一、武井博
- 人形演技指導：須田輪太郎
- 人形演技監督：長浜忠夫

## 特別編

### ドクター・ストップの巻
1967年5月5日 金曜17:45-18:30に「こどもの日特集」として放送。1話45分。

### キャプテン・キッドの休日
1968年12月30日 月曜17:45-18:15に「年末特集」として放送。1話30分。

### ドン・ガバチョ回顧録
ドン・ガバチョがひょうたん島の出来事を振り返りながら『ドン・ガバチョ回顧録』（トラヒゲ出版発行、350ガバス）を随筆する総集編。
第1期
「アンコロピン王国シリーズ」と「サーカス団シリーズ」の間に放送。通常放送の回数に含まれる。
| 回      | タイトル                   | 放送日             |
| ------- | -------------------------- | ------------------ |
| 第587回 | ドン・ガバチョ回顧録 第1章 | 1966年8月08日 月曜 |
| 第588回 | ドン・ガバチョ回顧録 第2章 | 1966年8月09日 火曜 |
| 第589回 | ドン・ガバチョ回顧録 第3章 | 1966年8月10日 水曜 |
| 第590回 | ドン・ガバチョ回顧録 第4章 | 1966年8月11日 木曜 |
| 第591回 | ドン・ガバチョ回顧録 第5章 | 1966年8月12日 金曜 |
| 第592回 | ドン・ガバチョ回顧録       | 1966年8月15日 月曜 |
| 第593回 |                            | 1966年8月16日 火曜 |
| 第594回 |                            | 1966年8月17日 水曜 |
第2期
「アル・カジル王国シリーズ」と「ウクレレマン・ダンシリーズ」の間に放送。通常放送の回数に含まれない特別編。
| 回 | タイトル                   | 放送日             |
| -- | -------------------------- | ------------------ |
| 1  | ドン・ガバチョ回顧録 第1章 | 1967年7月17日 月曜 |
| 2  | ドン・ガバチョ回顧録 第2章 | 1967年7月18日 火曜 |
| 3  | ドン・ガバチョ回顧録 第3章 | 1967年7月19日 水曜 |
| 4  | ドン・ガバチョ回顧録 第4章 | 1967年7月20日 木曜 |
| 5  | ドン・ガバチョ回顧録 第5章 | 1967年7月21日 金曜 |
第3期
「カンカン王国シリーズ」と「ポストリアシリーズ」の間に放送。通常放送の回数に含まれない特別編。
| 回 | タイトル                 | 放送日             |
| -- | ------------------------ | ------------------ |
| 1  | 海賊の巻                 | 1968年4月29日 月曜 |
| 2  | 魔女リカの巻             | 1968年4月30日 火曜 |
| 3  | ドクター・ストップの巻 1 | 1968年5月01日 水曜 |
| 4  | ドクター・ストップの巻 2 | 1968年5月02日 木曜 |
| 5  | ドクター・ストップの巻 3 | 1968年5月03日 金曜 |

## 現存している回
当時ビデオテープ（2インチVTR）は非常に高価かつ大型であり、収録された映像は放送終了後に消去されて他の番組に使い回されたため、マスターテープによる映像は現存しない。テレビ画面をフィルムカメラで撮影したキネコが8本現存するのみである。また、当時は全回カラー放送ではあったが、カラーキネコで残っているのは第829回と第881回のみである。第650回「夜をまとうよ」は、ガバチョが「夜をまとうよ」を歌った回である。
音声に関してはアンコロピン王国シリーズ終盤～エンディングまでの約3年間分の番組録音テープが、音質に難があるものの現存する。
| 回      | タイトル                 | 放送日         | シリーズ           |
| ------- | ------------------------ | -------------- | ------------------ |
| 第547回 | 火事 その1               | 1966年06月13日 | アンコロピン王国   |
| 第548回 | 火事 その2               | 1966年06月14日 | アンコロピン王国   |
| 第644回 | 地球最後の日 その5       | 1966年10月28日 | クレタモラッタ島   |
| 第649回 | 地球最後の日 その10      | 1966年11月04日 | クレタモラッタ島   |
| 第650回 | 夜をまとうよ             | 1966年11月07日 | クレタモラッタ島   |
| 第710回 | ひょうたん大捕物         | 1967年02月02日 | グッバイジョウ     |
| 第829回 | ドクトル・デ・ペソ その1 | 1967年07月31日 | ウクレレマン・ダン |
| 第881回 | 母子再会 その1           | 1967年10月16日 | ウクレレマン・ダン |

## リメイク版

### スタッフ
- 原作：井上ひさし、山元護久
- アニメーション：久里洋二
- 人形劇：ひとみ座
- 人形デザイン：片岡昌
- 制作統括：山田卓、日根龍也
- 演出：雪正一
- 共同制作：NHKエンタープライズ
- 資料提供：伊藤悟

### シリーズ一覧
| 期 | タイトル                   | 放送期間                        | 分数 | 回数 |
| -- | -------------------------- | ------------------------------- | ---- | ---- |
| 1  | 海賊の巻                   | 1991年04月26日 - 1991年05月12日 | 30分 | 17回 |
| 2  | アラビアンナイトの巻       | 1991年12月24日 - 1992年01月15日 | 30分 | 19回 |
| 3  | グレート・マジョリタンの巻 | 1992年12月21日 - 1993年01月10日 | 30分 | 20回 |
| 4  | ドクター・ストップの巻     | 1993年10月03日                  | 60分 | 01回 |
| 5  | 魔女リカの巻               | 1996年04月29日 - 1996年05月02日 | 40分 | 04回 |

### 海賊の巻
基礎情報
- 本編：1話30分、全17回。
- オリジナル原作：オープニング、海賊シリーズ

放送日時
|   | ch   | 放送期間                  | 放送時間        | 備考             |
| - | ---- | ------------------------- | --------------- | ---------------- |
| 1 | BS2  | 1991年04月26日 - 05月12日 | 毎日19:30-20:00 | [注釈 6][注釈 7] |
| 2 | BS2  | 1991年07月21日 - 11月10日 | 日曜18:27-18:57 | [注釈 8]         |
| 3 | 総合 | 1991年11月25日 - 12月19日 | 平日17:05-17:35 |                  |
| 4 | 教育 | 1994年01月04日 - 05月03日 | 火曜18:30-19:00 |                  |
| 5 | 教育 | 2003年04月13日 - 08月03日 | 日曜19:25-19:55 |                  |

### アラビアンナイトの巻
基礎情報
- 本編：1話30分、全19回。
- オリジナル原作：アル・カジル王国シリーズ

放送日時
|   | ch   | 放送期間                        | 放送時間        | 備考             |
| - | ---- | ------------------------------- | --------------- | ---------------- |
| 1 | BS2  | 1991年12月24日 - 1992年01月15日 | 毎日19:30-20:00 | [注釈 6][注釈 9] |
| 2 | BS2  | 1992年06月07日 - 1992年10月18日 | 日曜18:26-18:56 | [注釈 8]         |
| 3 | 教育 | 1993年04月06日 - 1993年08月10日 | 火曜18:30-19:00 |                  |
| 4 | 教育 | 2003年08月10日 - 2003年12月21日 | 日曜19:25-19:55 |                  |
解説
単発スペシャルの「ドクター・ストップの巻」以外では、このエピソードのみ旧作の放送時期が大きく異なるのでレギュラーキャラに差異があり、ムマモメム・ガラクータ・ヤッホー・トウヘンボク・ドタバータが登場しない。（次の「グレート・マジョリタンの巻」では普通に登場する）

### グレート・マジョリタンの巻
基礎情報
- 本編：1話30分、全20回。
- オリジナル原作：マジョリタンシリーズ

放送日時
|   | ch   | 放送期間                        | 放送時間        | 備考               |
| - | ---- | ------------------------------- | --------------- | ------------------ |
| 1 | BS2  | 1992年12月21日 - 1993年01月10日 | 毎日18:00-18:50 | [注釈 10][注釈 11] |
| 2 | 教育 | 1993年08月17日 - 1993年12月28日 | 火曜18:30-19:00 |                    |
| 3 | 教育 | 2003年12月28日 - 2004年03月28日 | 日曜19:25-19:55 | [注釈 12]          |
| 3 | 教育 | 2004年03月28日                  | 日曜20:00-23:00 | [注釈 13]          |

### ドクター・ストップの巻
基礎情報
- 本編：1話60分、全1回。
- オリジナル原作：ドクター・ストップの巻

放送日時
|   | ch    | 放送日         | 放送時間        | 備考      |
| - | ----- | -------------- | --------------- | --------- |
| 1 | HV    | 1993年10月03日 | 日曜17:00-18:00 |           |
| 2 | BS2   | 1993年12月23日 | 木曜17:00-18:00 |           |
| 3 | 教育  | 1994年01月02日 | 日曜17:30-18:30 |           |
| 4 | 教育  | 1994年04月29日 | 金曜09:00-10:00 |           |
| 5 | Eテレ | 2013年01月01日 | 火曜12:00-13:00 | [注釈 14] |
解説
本編中、パリやバルセロナの背景に当時開業した東武ワールドスクウェアが使われている。

### 魔女リカの巻
基礎情報
- 本編：1話40分、全4回。
- オリジナル原作：魔女リカシリーズ

放送日時
|   | ch  | 放送期間                | 放送時間           |
| - | --- | ----------------------- | ------------------ |
| 1 | HV  | 1996年4月29日 - 5月02日 | 毎日11:00-11:40    |
| 2 | BS2 | 1996年8月05日 - 8月08日 | 毎日10:00-10:40    |
| 3 | HV  | 1997年1月02日 - 1月10日 | [注釈 15][注釈 16] |
解説
15分×73回（計1095分=18時間15分）のオリジナルをリメイク版では40分×4本（計160分=2時間40分）という、大幅に短縮された形にしなければならなかったため、演出の雪はシナリオの手直しに苦慮したという。他にも雪はリメイクのたびに削られる制作費に泣く羽目になり、冗談交じりにひとみ座に「VTRそっちに頼めない?」とまで言ったことがある。

### アンコール放送
2003年4月13日から2004年3月28日までの1年間、テレビ放送50周年記念の一環として、毎週日曜19:25-19:55にNHK教育テレビジョンで「アンコール放送」という形で再放送。放送されたのは「海賊の巻」、「アラビアンナイトの巻」、「グレート・マジョリタンの巻」。放送期間との兼ね合いから「グレート・マジョリタンの巻」は通常枠では第14回までしか放送されず、最終日は通常枠の後、20:00-23:00に特別枠が設けられ、残りの6回分を一挙に放送した。
『たくさんのEね!ありがとう「お願い!編集長」スペシャル』（2013年1月1日 火曜12:00-13:00 NHK Eテレ）で「ドクター・ストップの巻」がハイビジョン放送された。
CS放送では2008年4月4日よりチャンネル銀河で放送開始。

## 人間レコードの巻
基礎情報
- 番組名：あなたとともに50年 今日はテレビの誕生日 人形劇・大集合
- 放送局：NHK総合テレビジョン、NHK BShi
- 放送日時：2003年2月1日 土曜17:00-18:00（本編15分）

スタッフ
- 原作：井上ひさし、山元護久
- 脚本：井上ひさし
- アニメーション：久里洋二
- 人形劇：ひとみ座
- 人形デザイン：片岡昌
- 演出：野里元士

解説
オリジナル版放送終了以来34年ぶりの新作。山元護久の没後の制作であるため、脚本は井上ひさしが単独で執筆した。
リメイク版ではキャスト変更されていた魔女ペラには黒柳徹子がオリジナル版以来約30年ぶりに再登板したが、魔女パトラの役にはオリジナル版の鈴木光枝やリメイク版の今井和子ではなく新たに田中真弓が起用されている。
またエンディングのアレンジもリメイク版と違っている。物語は未完に終わっているが、続編の制作は未定。

## 音楽ソフト

### レコード
- ソノシート（朝日ソノラマ）
  - ひょっこりひょうたん島 わんわん騒動（E-56、1964年9月24日）
  - ひょっこりひょうたん島 わんわん騒動（B-77、1965年3月15日）
  - ひょっこりひょうたん島 オンボロ汽車騒動（B-86、1965年10月2日）
  - ひょっこりひょうたん島 テーマソング（B-106、1967年3月25日）
- EP盤
  - ひょっこりひょたん島/キ印キッドの歌（MW-6、クラウンレコード、1967年9月1日）

(1985年に発売された「テレビアニメ懐かし百科」にはオープニング曲が収録されている)

## 映像ソフト

### オリジナル版
- NHK DVD NHK人形劇クロニクルシリーズ Vol.2 劇団ひとみ座の世界 ひょっこりひょうたん島（2003年1月28日）
収録話：第547回、第548回、第644回、第649回、第650回、第829回、第881回
- NHK DVD NHK人形劇クロニクルシリーズ Vol.5 劇団ひとみ座の世界2 新諸国物語 笛吹童子（2003年3月21日）
収録話：第710回
- NHK DVD 懐かしのこども番組グラフィティー 夕方六時セレクション1（2004年12月17日）
収録話：第547回

### リメイク版
- NHK VISUAL BOOK ひょっこりひょうたん島（VHS）
  - 海賊の巻（全9巻、1992年）
  - アラビアンナイトの巻（全9巻、1993年）
- NHK DVD ひょっこりひょうたん島
  - 海賊の巻 Vol.1 - Vol.4（各巻、2003年8月22日）
  - 魔女リカの巻 Vol.1 - Vol.2（各巻、2003年8月22日）
  - 海賊の巻+魔女リカの巻 DVD-BOX（2003年8月22日）
  - アラビアンナイトの巻 Vol.1 - Vol.5（各巻、2003年11月21日）
  - アラビアンナイトの巻 DVD-BOX（2003年11月21日）
  - グレート・マジョリタンの巻 Vol.1 - Vol.5（各巻、2004年2月27日）
  - ドクター・ストップの巻/人間レコードの巻（単巻、2004年2月27日）
  - グレート・マジョリタンの巻/ドクター・ストップの巻/人間レコードの巻 DVD-BOX（2004年2月27日）

## 書籍

### オリジナル版
- テレビ絵本 ひょっこりひょうたん島（すずき出版）
  - 1 ライオンおうこくのまき
  - 2 トラヒゲきかんしゃのまき
  - 3 サンタクロースのまき
  - 4 かぼちゃそうどうのまき
  - 5 おにがしまのまき
  - 6 どうぶつじどうしゃのまき
  - 7 きえたおやまのまき
  - 8 ビンポット家とガラクータ家の巻
  - 9 おかしなじごくのまき
  - 10 ゆかいなもぐらの巻

絵は杵渕やすお。8巻と10巻は「〜のまき」が「〜の巻」になっている。
- 絵本 NHKひょっこりひょうたん島（日本放送出版協会）
  - 第1集 らいおん王国（1964年7月）
  - 第2集 いぬのくに・ぶるどきや王国（1964年10月）
  - 第3集 かいぞくたちがやってきた（1965年1月）
  - 第4集 まじょ・りかおおあばれ（1965年4月）

当時のNHK教育局長・長浜道夫氏が、第3集の絵本のカバーのそでに“ひょっこりひょうたん島”絵本第3集の出版にあたってと題して、次にような言葉を載せている。

- 講談社のテレビ絵本「ひょっこりひょうたん島」（講談社）
  - ふしぎなたまごのまき（1966年）
  - にげだしたせんすいかんのまき（1966年）
  - でんきくらげのまき（1966年）
  - サーカスそうどうのまき（1966年）
  - おばけかぼちゃのまき（1966年）
- ちくま文庫「ひょっこりひょうたん島」（筑摩書房）
  - 1 ライオン王国の巻 上（1990年12月）
  - 2 ライオン王国の巻 下（1990年12月）
  - 3 ブルドキアの巻 上（1991年1月）
  - 4 ブルドキアの巻 中（1991年2月）
  - 5 ブルドキアの巻 下（1991年3月）
  - 6 海賊キッドの宝の巻 上（1991年4月）
  - 7 海賊キッドの宝の巻 下（1991年5月）
  - 8 魔女リカの巻 上（1991年7月）
  - 9 魔女リカの巻 下（1991年8月）
  - 10 マジョリタンの巻 1（1991年10月）
  - 11 マジョリタンの巻 2（1991年12月）
  - 12 マジョリタンの巻 3（1992年1月）
  - 13 マジョリタンの巻 4（1992年2月）
  - 全13巻セット（1995年3月）

オリジナル版の台本を書籍化したもので、全50巻の予定がマジョリタンシリーズまでの13巻で中断している。

### リメイク版
- 講談社のテレビ絵本「ひょっこりひょうたん島」（講談社）
  - 1 ふしぎなひょうたんじま（1991年7月）
  - 2 かいぞくをやっつけろ!（1991年11月）
  - 3 さばくのぼうけん!（1992年2月）
  - 4 おばけにまけるな!（1992年8月）
- ひょっこりひょうたん島であそぼう（ポプラ社）
  - ひょっこりひょうたん島のゲームでさがそう（1991年8月）
  - ドン・ガバチョとえいごであそぼう（1991年10月）
  - ひょっこりひょうたん島のおりょうりきょうしつ（1991年12月）
- ナガオカの知育シール絵本「ひょっこりひょうたん島」（永岡書店）
  - 1 ひょうたん島のだいぼうけん（1992年2月）
  - 2 ひょうたん島とかいぞくせん（1992年2月）
- NHKひょっこりひょうたん島（ニューズビート）
  - サンデー先生のA・B・C（1992年2月）
  - ドン・ガバチョといち・に・さんすう（1992年3月）
  - はかせのこくご（1992年3月）
  - ひょっこりひょうたん島のちえあそび（1992年7月）
  - ひょっこりひょうたん島のかくしえ（1992年7月）
  - ひょっこりひょうたん島のめいろ（1992年7月）
  - ひょっこりひょうたん島のABC（1992年7月）
- ひかりのくにテレビえほん「ひょっこりひょうたん島」（ひかりのくに）
  - あいうえお（1992年7月）
  - 1・2・3（1992年7月）
- ものがたり絵本 ひょっこりひょうたん島（日本放送出版協会、2003年6月26日）
- 人形劇ガイド ひょっこりひょうたん島2003（日本放送出版協会、2003年7月）

### その他
- ひょっこりひょうたん島熱中ノート（伊藤悟 著、実業之日本社、1991年7月）
- ひょうたん島大漂流記 1964 - 1991（伊藤悟 著、飛鳥新社、1991年8月）
- ひょっこりひょうたん島熱中ノート 復刻版（伊藤悟 著、メディアパル、2000年9月）
- NHK連続人形劇のすべて（池田憲章・伊藤秀明 編著、エンターブレイン、2003年4月10日）
- ひょうたん島から明日が見える ガバチョと未来が変えられる10のヒント（伊藤悟 著、文芸社、2003年5月31日）
- 泣くのはいやだ、笑っちゃおう「ひょうたん島」航海記（武井博 著、アルテスパブリッシング、2015年12月15日）

## ゲーム
- 『ひょっこりひょうたん島 なぞのかいぞくせん』（FC、1992年4月25日、ユタカ、アドベンチャーゲーム）
- 『ひょっこりひょうたん島 ひょうたん島の大航海』（GG、1992年5月22日、セガ、アクションゲーム、）
- 『ひょっこりひょうたん島 大統領をめざせ!』（MD、1992年8月7日、セガ、ボードゲーム）
  - 様々なマス目に止まって支持率を上げ、最終的にポイントが高い人が新大統領になる、という内容のボードゲーム。1991年のリメイク版を元にした作品[17]。
  - マル勝メガドライブ新作ソフト誌上ロケーションテストでは50、70、75、55の250点[16]。レビュアーは同じ台詞でもキャラによって言い回しが違う芸の細かさがあるとした一方で桃太郎伝鉄のようにアクの強いイベントがなく飽きやすいかもしれない、画面がぱっとしていてキャラは可愛いが盛り上がりがイマイチ、同タイプの有名ゲームの影響が大きくメインシステムはオリジナリティが少なく残念、もっとイベント数を増やしてメリハリが欲しかった、無理にキャラものに仕立ててしまった感があるとし、ファミリーや接待用だとした[16]。
- 『ひょっこりひょうたん島 ドン・ガバチョ大活躍の巻』（GBA、2003年11月21日、MTO、パズルアクションゲーム）

## オールカラーで！東映まんがまつり ひょっこりひょうたん島
『オールカラーで！東映まんがまつり』（同時上映：魔法使いサリー・キャプテンウルトラ・黄金バット）1967年7月21日公開、アニメーション作品。
単発の作品のため、冒頭にダイジェストでテレビ版の内容（ひょうたん島漂流、テレビからのガバチョ登場など）が語られた。
現存するとみられるひょうたん島関連映像で唯一ソフト化されておらず、東映ビデオからも長編アニメでは『世界名作童話 森は生きている』（1980年）・『世界名作童話 アラジンと魔法のランプ』（1982年）・『まんがイソップ物語』（1983年）と共にソフト化されていない。また、同社から1996年9月に発売されたLD『東映長編アニメ 予告編グラフィティ』にも、本作の予告編は収録されていない。テレビ版が性質上再放送が望めない作品であるため、このアニメ版のテレビ放映（後述）が初見という世代もあり、その上1970年代後期までは一部のアニメ回顧番組で取り上げられたこともあるが、1980年代以降は全く取り上げられず、リメイク版やアンコール放送がされた時期でも本作は放送されることは無かった。しかし製作会社の東映アニメーション（当時：東映動画）にはフイルムは現存しており、上映会などで公開される事がある。また1980年代以降のアニメ（主に長編アニメ）関連文献でも、本作はイメージ画像付で紹介されているため、本作は封印作品にはなっていない。
作品は「ブルドギアシリーズ」をアニメ化、主題歌及びキャストはオリジナルを踏襲している。
なお公開に先駆け、月刊誌『少年ブック』（集英社）の1967年8月号に、松下ちよしによってコミカライズ版が掲載された。

### スタッフ
- 監督：藪下泰次
- 脚本：井上ひさし、山元護久
- 企画：関政次郎、浦田郁也、旗野義文
- 製作：大川博
- 作画監督：喜多真佐武
- 美術：千葉秀雄
- 音楽：宇野誠一郎
- 原画：細田暉雄、国保誠、林正史、品川丈夫、若林哲弘、佐藤秀則、堀田誠、鈴木欽一郎
- 動画：前田英美、広田全、小林康男、定本哲也、井上等、明珍秀子、中山敦子、芝山栄、丹治道雄、小曽根巴
- 色彩設計：遠藤重義
- 背景：牧野光成、山本敏明、渡辺俊児
- 演出助手：蕪木登喜司
- トレース：谷口恭子、坂野園江
- 彩色：関口雅子、加々宮喜美代
- 仕上検査：西元敦子、小椋正豊
- ゼログラフィ：松本寿夫
- 特殊効果：林富喜江、岡田良明
- 編集：千蔵豊
- 録音：石井幸夫
- 音響効果：大平紀義
- 記録：前野美代子
- 製作進行：久保田弘

### オリジナル版との相違点
- マリー・キッド・ライオンが最初からいる。逆にプリン・ムマモメム・しゅう長・4海賊がいない。
- ブルドギアで登場するのは、ブル・ピッツ・ダックス・ノラ・兵士のみ。人間はいない。
- ひょうたん岬が壊れた方は火山側（オリジナル版は逆）。
- ダンディはオリジナル版では自分がギャングであることを隠すため付け髭をつけていたが、アニメ版では付けていない。
- ダックスは直立している。さらに7匹の息子はいない。
- トラヒゲが「トラヒゲデパート」を出している（オリジナル版はこれより後の「南ドコニカシリーズ」より開業）。
- ガバチョがニワトリの扮装で時の声を上げるシーンがある（オリジナル版はこれより後の「マジョリタンシリーズ」より）。
- オリジナル版のピッツはノラを平気で射殺する冷酷なキャラクターだったが、アニメ版は兵士を脅したりするシーンはあっても、射殺するシーンは無く、（原作からの流用とはいえ）犬の自由のために最後まで戦うという、勇ましいキャラに変わっている。
- ブルドギアの秘密兵器「入れ歯ミサイル」は、アニメ版ではただ噛み付くのみなのに対し、オリジナル版では噛み付かれると死ぬまで笑い続けるという設定があった。
- ひょうたん島の着岸と離岸に関しては、オリジナル版ではブルドギア湾に着岸し、ムマモメムにビタミン注射されたクジラに引っ張られて離岸しているのに対し、アニメ版はブルドギア沖の海上で静止し、ピッツとの決着後に何も行われずに離岸している（オリジナルのひょうたん島はある場所にぶつからない限り止まらず、あることをしない限り離岸しない）。

### テレビ放送
いずれも関東ローカル放送。
| 回 | 放送日        | 放送時間（（JST） | 放送局     | 放送枠       |
| -- | ------------- | ----------------- | ---------- | ------------ |
| 1  | 1978年4月29日 | 土曜16:00 - 17:00 | フジテレビ | 土曜邦画劇場 |
| 2  | 1979年3月20日 | 火曜16:00 - 17:00 | フジテレビ | （なし）     |

- 第1回は、元々プロ野球中継「阪急×ロッテ」戦（関西テレビ制作）の雨傘番組として編成、同カードが雨天中止になったのに伴い放送された。
- 第2回は、3月15日からの「春休み特別編成」（4月3日まで）の一環として放送された[19]。

## 漂流劇 ひょっこりひょうたん島
2015年12月から2016年2月にかけて、Bunkamura シアターコクーンほかで上演。脚本は、宮沢章夫と山本健介、演出・美術を串田和美が担当。
ただし、本作品はオリジナル台本に基づく新作であり、このことに関して上演時における著作権者である井上ユリ氏は、ひょっこりひょうたん島の世界観は人形劇で完結されており、「もし『漂流劇ひょっこりひょうたん島』が許諾申請の必要がない新作であるならば、『ひょっこりひょうたん島』の名称、設定、キャラクター、役名は、使用されるべきではありません。」との考えを示している。
キャスト
- マシンガン・ダンディ - 井上芳雄
- サンデー先生 - 安蘭けい
- 博士 - 山下リオ
- テケ - 小松和重
- プリン - 山田真歩
- チャッピ - 久保田磨希
- ダンプ - 内田紳一郎
- トラヒゲ - 小松政夫
- ドン・ガバチョ - 白石加代子
- 海賊 - 一色洋平、真那胡敬二、大森博史、中村まこと
- ？ - 串田和美（演出・美術のスタッフを兼務）

スタッフ
- 脚本 - 宮沢章夫、山本健介
- 演出・美術 - 串田和美（キャストと兼務）
- 音楽 - 宇野誠一郎、宮川彬良
- 宣伝美術 – 葛西薫（デザイン）中山智裕（デザイン）山根Yuriko茂樹（イラストレーション）

## 他作品への登場
- 同じNHK人形劇『プリンプリン物語』でもオサラムームー島へ向かうプリンプリン一行がひょうたん島と出会っており、主題歌も流れた。その時島に住んでいたのはガバチョ1人だけで、彼の言うところでは「他の分野で有名になられた方もいれば、お亡くなりになられた方もいる」とのこと。これは生前の藤村がガバチョの声をあてた最後のケースとなった。同作の最終回でガバチョが言った「またお会いいたしましょう」の言葉はこの客演を意味していたとも解釈できる。なおこの頃のエピソードもビデオテープがNHKに残されていなかったため、視聴は極めて困難だが、同作品をテープ残留分のみ再放送する際、NHKで特別番組が作られ、劇でなく人形のみだがプリンプリンとガバチョが再会している。
  - この回は「プリンプリン物語」番組初期の第25回の放送であるが、2016年にNHKアーカイブスの「番組発掘プロジェクト」にて、人形操作を長年担当した伊東万里子が録画していた家庭用ビデオテープの中に含まれていることが分かり、同プロジェクトのホームページに画像が掲載された。これにより実に37年ぶりに陽の目を見る事となった。[22]
  - 2017年7月からNHK BSプレミアムで始まった「プリンプリン物語」の再放送では、この提供されたテープを使用する形で9月27日放送回にて再放送され、38年ぶりに幻となっていた共演がテレビ放送された。
- ガバチョはNHK開局50周年マスコットキャラクターとなり、2003 - 2004年の『NHKプレマップ』などで番組紹介を務めた。声の出演は2003年7月まで名古屋、それ以降は栗田貫一が担当した。なお、これ以降NHKの各種番組にガバチョが登場する場合は、一貫して栗田が声を担当している。
- アニメ映画『おもひでぽろぽろ』の作品内のテレビの中にひょっこりひょうたん島が登場している（開始85分目のあたり）。ガバチョ、トラヒゲ、サンデー、ダンディー、博士が書き下ろしのアニメーションで描かれており使用されている場面のセリフはオリジナル版、第881回「母子再会 その1」のものであるが、ガバチョの格好が実際の映像とは異なる。エンディングの映像とオープニングの映像も書き下ろしのものとなっている。挿入歌は使用されている順に「コケッコソング」、「エンディングテーマ」、「プアボーイ」、「テーマソング」となっており、音源はオリジナル版のものを使用している。
- 本作のオープニングテーマがアニメ『よみがえる空 -RESCUE WINGS-』の第6話「Bright Side of Life（前編）」のオープニングテーマで、第7話「Bright Side of Life（後編）」では劇中歌（主人公達がカラオケで歌う）とエンディングテーマとして特別に使われている。また、第6話冒頭の葬式のシーンにおける故人及び遺族の名字が「井上」となっている。
- 『ふしぎの海のナディア』の南の島の後半は本作の「ひょうたんじま」が舞台になっている。
- NHKBSハイビジョンの双方向クイズ番組「インタラクTV クイズあの日その時」では全国トップになった賞品が、ガバチョを全身金色にした人形「金ガバ」だった。
- 映画『ALWAYS 三丁目の夕日'64』では、予告編でオープニングのシーンが登場している。
- NHKがテレビ放送開始50年を迎えた2003年1月、当時の郵政事業庁から発行された特殊切手「テレビ50年記念」にNHKと同じく、開局50周年を迎えた日本テレビの局名告知「鳩の休日」と共にガバチョが切手の題材として採用された[23]。
- 2013年2月11日『ざわざわ森のがんこちゃん』のスペシャルショーとして特番で放送。プリンプリン物語のキャラクターとともに特別出演する。
- 日通のプロコンポの宣伝でひょうたん島のキャラクターが使用されたことがある。また、北海道旭川市の道北バスではかつて、ひょうたん島のキャラクター込みで上記の広告を利用したラッピングカー(日産ディーゼル)製)を走らせていたことがある。
- トヨタ自動車のCM『ReBORN』でも、木村拓哉、北野武、笑福亭鶴瓶がひょうたん島のキャラとして出てくるバージョンもある。(この人形デザインは片岡昌の監修による。)
- 2015年には、「NHKプレマップ」でのNHKアーカイブス「NHK名作選 みのがし なつかし[注釈 18]」紹介映像にCGキャラのハカセとトラヒゲが登場した。また、NHKアーカイブス会員特典のペーパークラフトの紹介にてペーパークラフトで組み上げられた形のCGによるドン・ガバチョも登場した。
- 2017年の連続テレビ小説『ひよっこ』第2週第7回において、本作のオープニング映像と本編映像、主題歌の一部が流れた。また、その週（第2週）のサブタイトルも、本作の主題歌の一節に由来する「泣くのはいやだ、笑っちゃおう」である。